# Stoiceni, Maramureș
Stoiceni (în maghiară Sztojkafalva) este un sat ce aparține orașului Târgu Lăpuș din județul Maramureș, Transilvania, România.

## Istoric
Prima atestare documentară: 1589 (Sztojkafalva). 

## Etimologie
Etimologia numelui localității: din numele de grup stoiceni < din antroponimul Stoica (< antrop. Stoi < sl. stoiti, cf. srb. Stoj + suf. -ca) + suf. -eni. 

## Demografie
La recensământul din 2011, populația era de 255 locuitori. 

## Monument istoric
- Biserica de lemn „Sfinții Arhangheli Mihail și Gavril” (1860).

## Personalități
- Grigore Leșe (n. 1954)  - rapsod al Țării Lăpușului și cunoscut solist de muzică populară românească

## Imagini

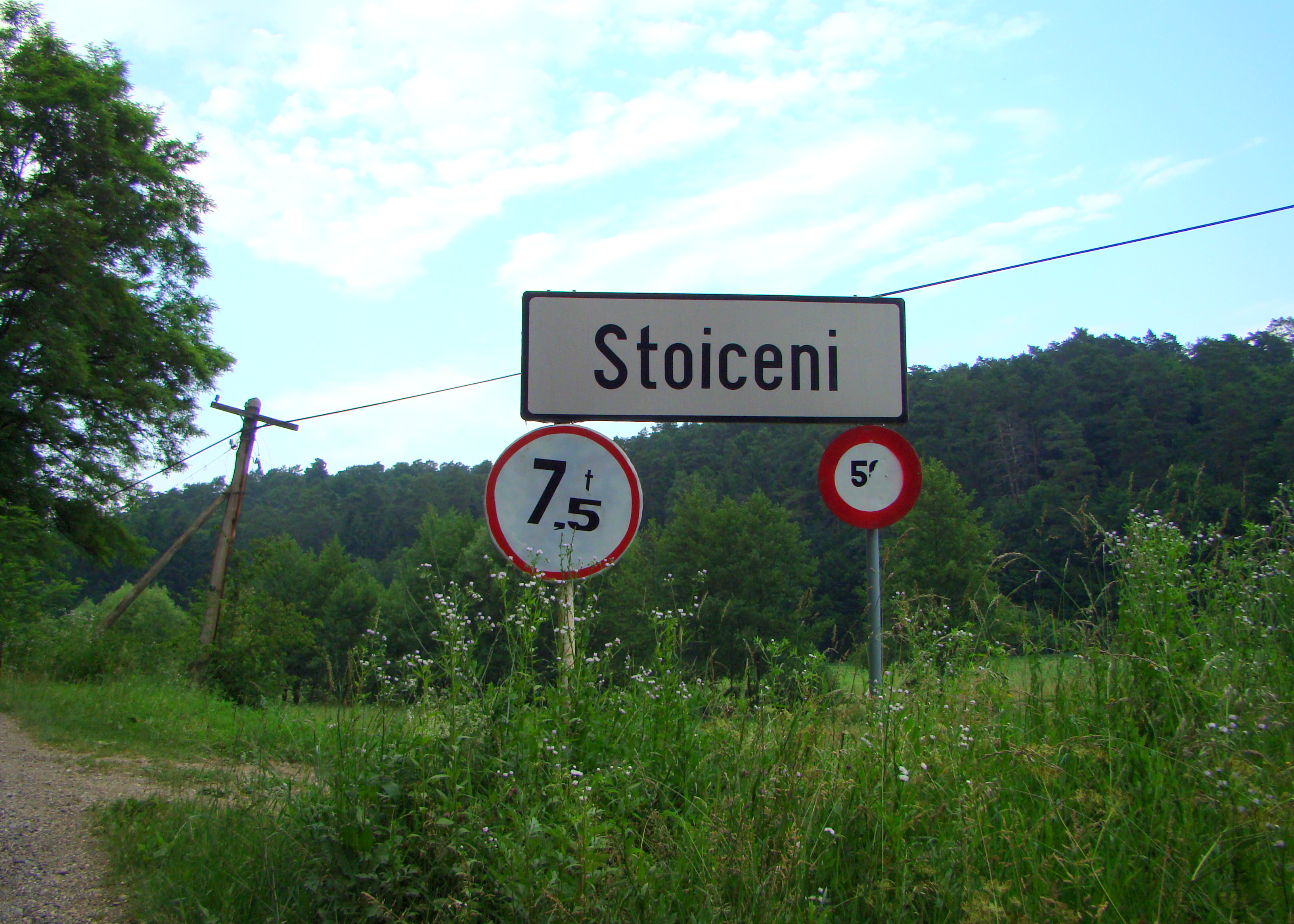
Intrarea în localitate
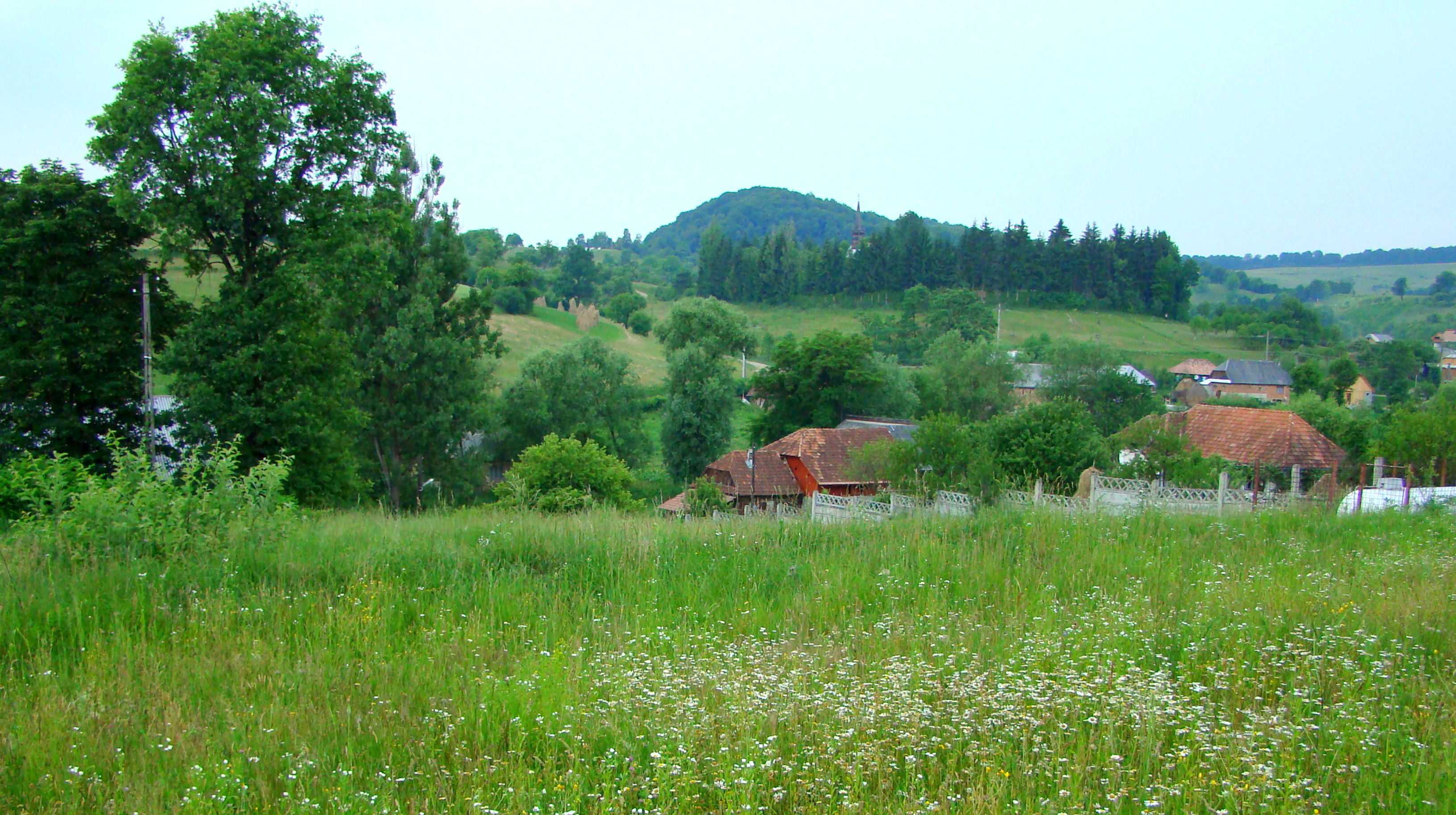
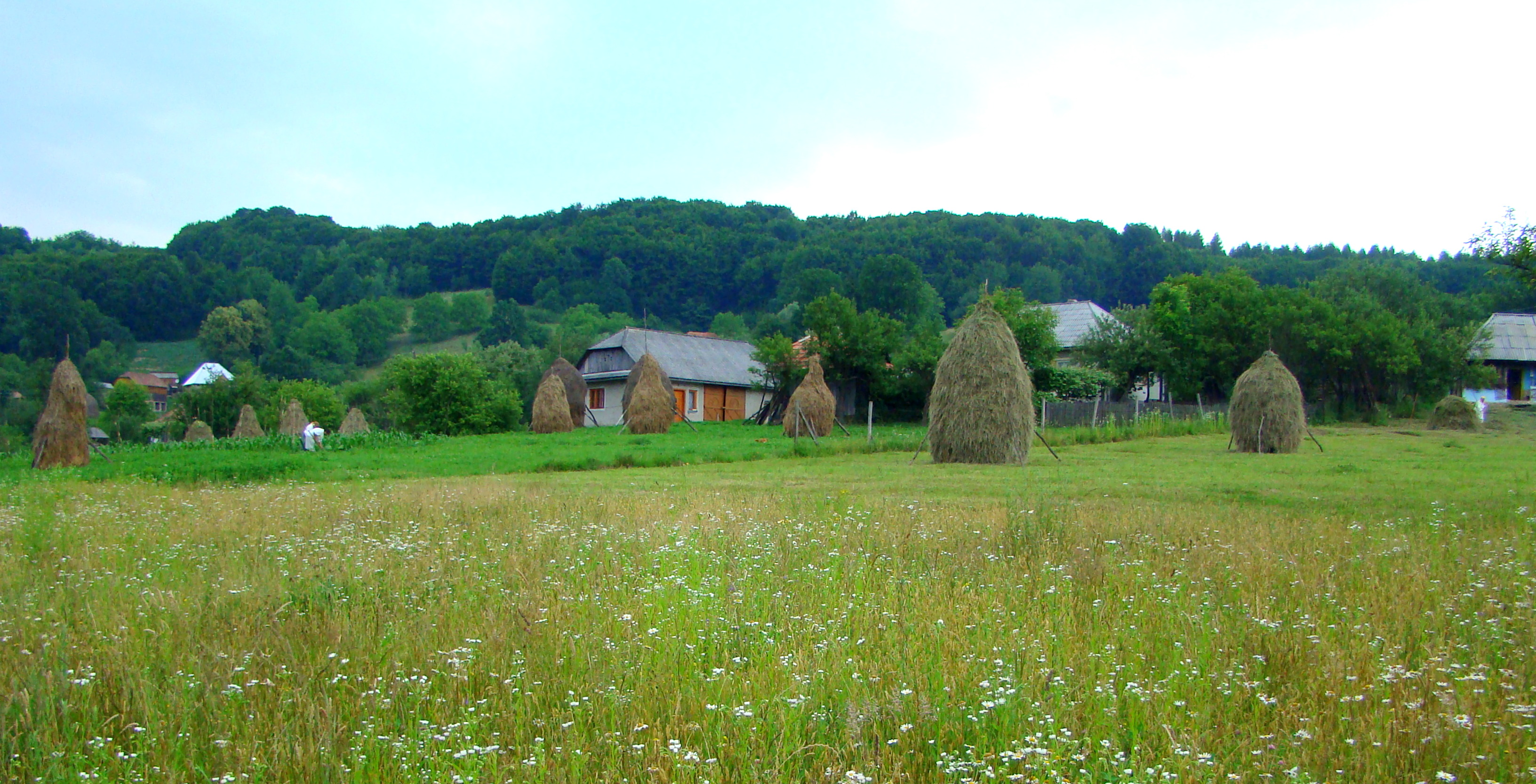
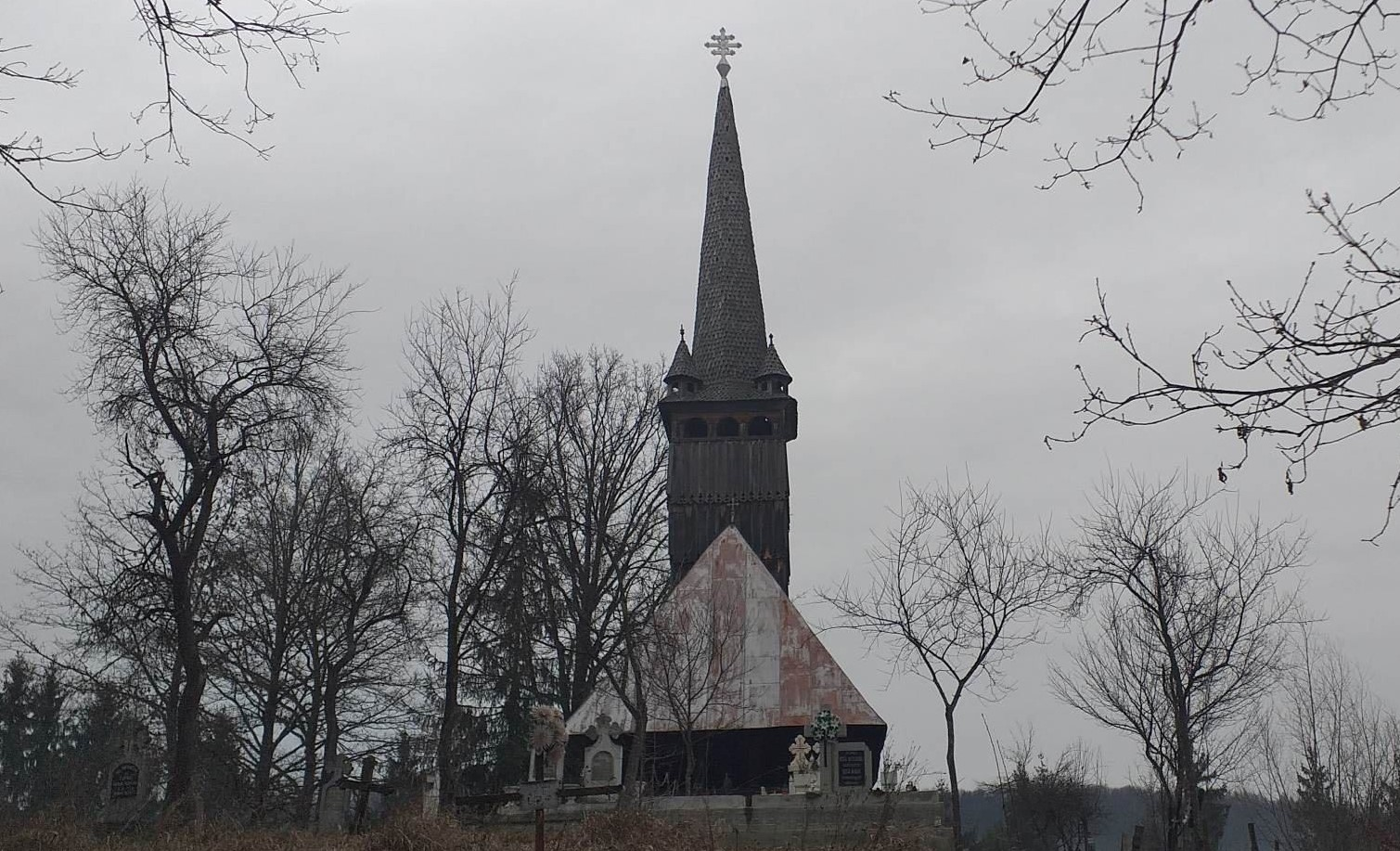
Biserica de lemn „Sf. Arhangheli Mihail și Gavril”
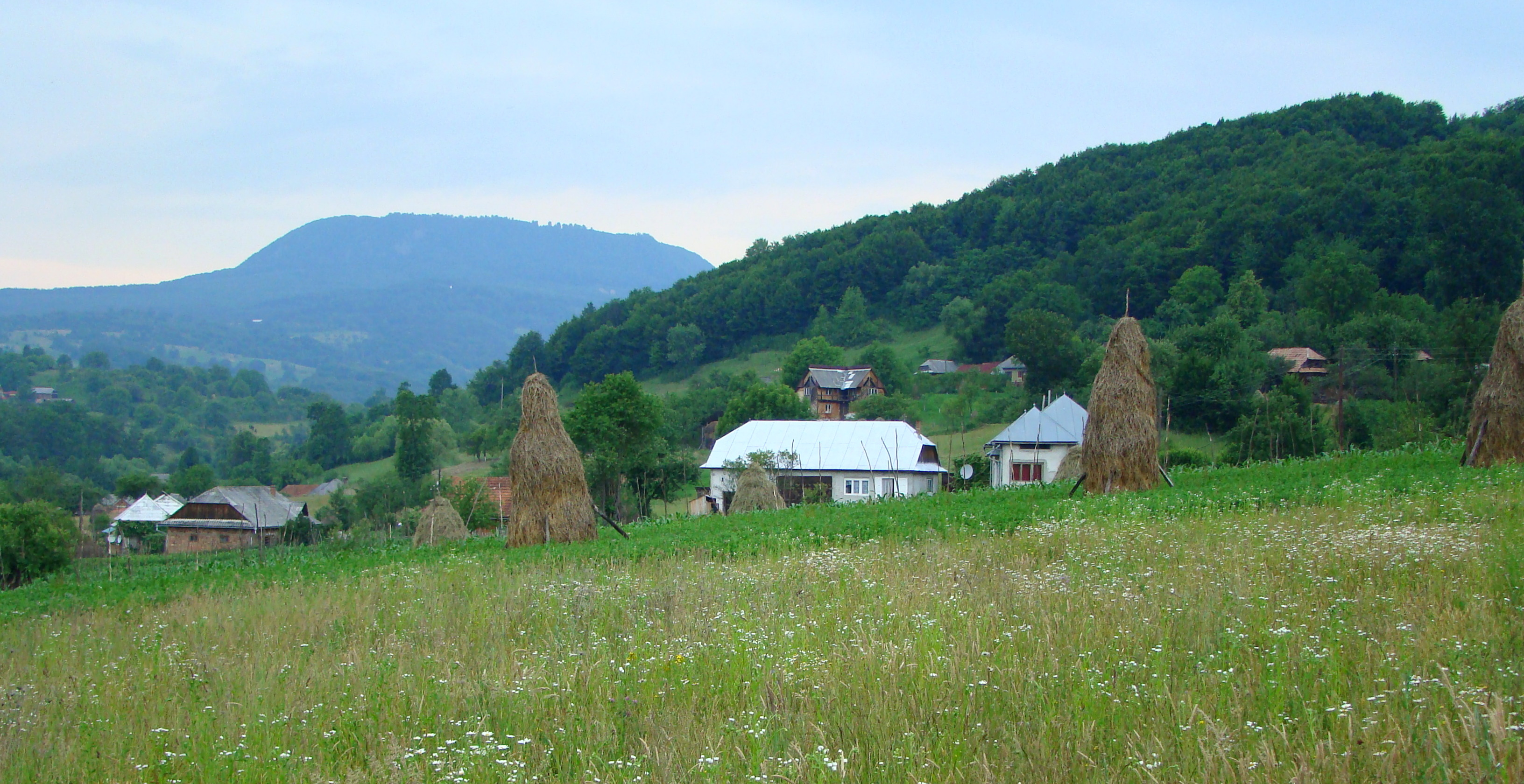
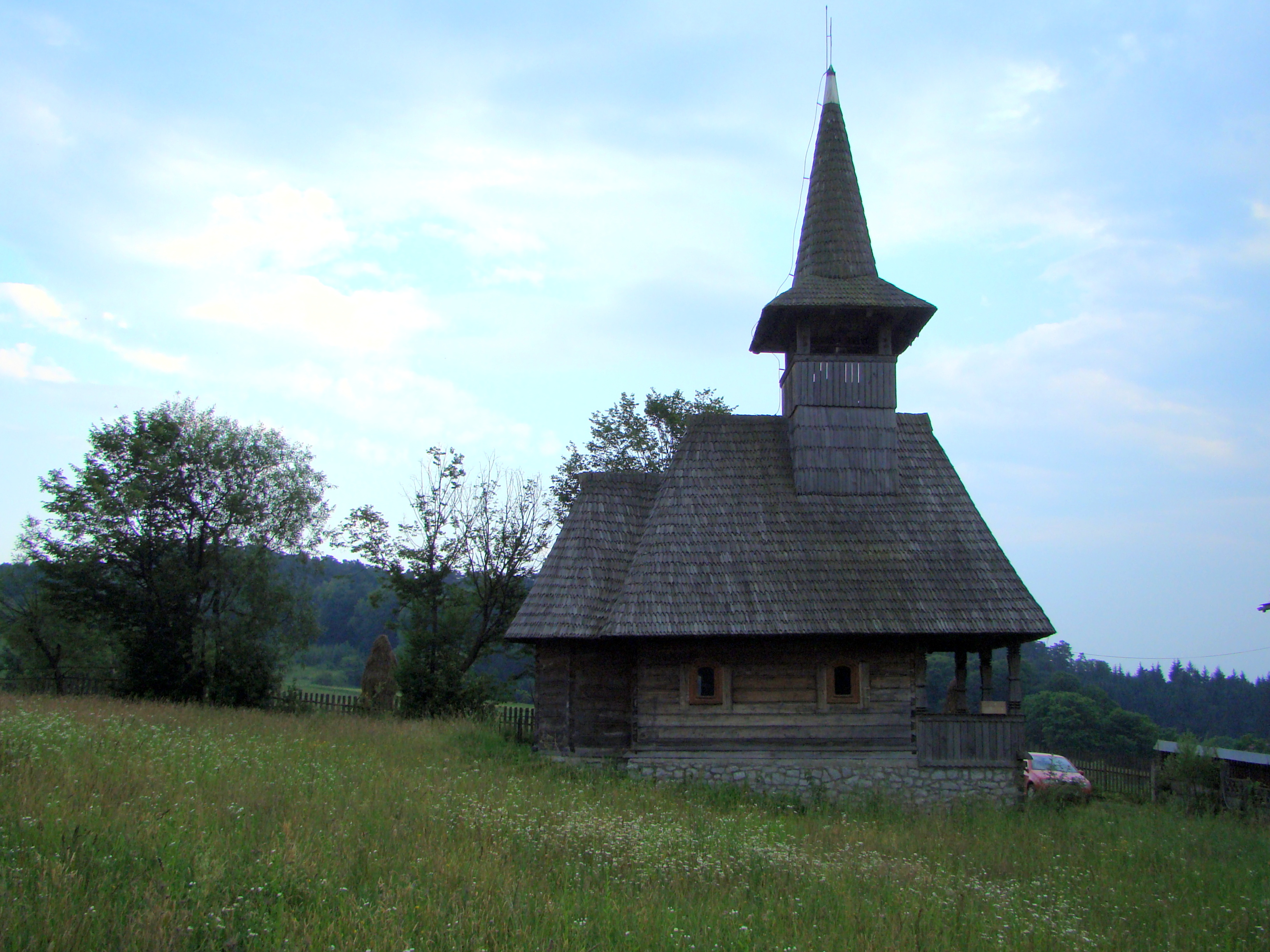
Cealaltă biserică de lemn